# Lonnie Athens
Lonnie Athens (Richmond, 1949) è un criminologo statunitense, insegnante presso il dipartimento di criminologia della Seton Hall University.
Athens ha sviluppato una teoria chiamata Processo di violentizzazione.

## Biografia

### Inizi
Nato a Richmond, in Virginia, figlio di Irene and Pete Athens, di origine greca.
Ha studiato al Virginia Polytechnic Institute, dove ha iniziato la specializzazione in scienze politiche, salvo poi passare allo studio della sociologia e della criminologia.
Dopo aver conseguito la laurea alla Virginia Tech, Athens ha proseguito i suoi studi di criminologia presso l'università del Wisconsin.

## Carriera
Dopo l'università, Athens ha continuato ad intervistare detenuti sulla loro attività criminale
e sulle loro esperienze sociali.
Ha basato i suoi studi sul filosofo George Herbert Mead.
Ha concentrato le sue interviste nelle aree della California e dello Iowa.
Nel 1986 ha lavorato anche come garante per la libertà vigilata e sulla parola, in Virginia.
Le sue scoperte e osservazioni sono sfociate nel suo primo libro
The Creation of Dangerous Violent Criminals,
nel quale discute la sua teoria e i casi sui quali ha indagato nel corso degli anni precedenti.

## Il processo di violentizzazione
Athens ha sviluppato una teoria conosciuta come il "Processo di violentizzazione", che descrive quattro fasi di sviluppo di attori violenti:
- Fase 1 - Brutalizzazione: in questa fase, il soggetto (spesso un bambino) è forzato ad effettuare atti violenti da un membro del suo gruppo primario.
- Fase 2 - Belligeranza: durante questa fase il soggetto rafforza il suo atteggiamento bellicoso nel comportamento in diversi passi. I soggetti sentono di essere responsabili dell'inizio della loro brutalizzazione. A loro volta, sentono che devono scatenarsi per poter dimenticare quello che hanno fatto per cominciare. Il soggetto sente che l'unico modo per reagire alla situazione è continuare a comportarsi nello stesso modo violento. Questo comportamento ripetuto li porta ad attaccarsi emotivamente a quello che stanno facendo. A causa di questo attaccamento emotivo, il soggetto si sente perennemente vittima di provocazioni, e continua a produrre atti di violenza in risposta.
- Fase 3 - Prestazioni violente: il soggetto continua a comportarsi in maniera violenta e con queste azioni ottiene un rafforzamento della fiducia e dell'autostima. Il soggetto sente di avere un talento per queste azioni e le incorpora nel suo comportamento quotidiano. In questa fase rafforzano la dimestichezza con quello che stanno facendo, non ritenendolo un comportamento sbagliato. Il soggetto sente di essere diventato una celebrità in quello che sta facendo; all'interno di questa fase si stabilisce se il soggetto continuerà o meno il processo verso il suo sviluppo come attore violento.
- Fase 4 - Virulenza: questa fase è nota anche come "la necessità di mettersi in mostra". Il soggetto sente che può arrivare a fare cose migliori e più grandi, se lo volesse, e prova a farlo. Ha la schiacciante sensazione di essere invincibile e che niente può fermarlo, quindi continua nella sua condotta violenta. Dopo aver completato questa fase, i soggetti sono considerati criminali, e non c'è limite a quello che possono fare in seguito.

## Opere
- Athens, Lonnie, The Creation of Dangerous Violent Criminals, University of Illinois Press, August 1, 1992, ISBN 0-252-06262-0
- Athens, Lonnie, Violent Criminal Acts and Actors Revisited, University of Illinois Press, March 1, 1997, ISBN 0-252-06608-1
- Athens, Lonnie, Ulmer, Jeffery, Violent Acts and Violentization, Volume 4: Assessing, Applying and Developing Lonnie Athens' Theory and Research (Sociology of Crime, Law and Deviance), JAI Press, December 27, 2002, ISBN 0-7623-0905-9
- Athens, Lonnie, Violent Criminal Acts and Actors: A Symbolic Interactionist Study (International library of sociology), Routledge Kegan & Paul, June 1980, ISBN 0-7100-0342-0

## Riconoscimenti accademici[senzafonte]
- Vincitore del premio George Herbert Mead Award assegnato dalla Society for the Study of Symbolic Interaction
- Vincitore del premio Scholar of the Year Award assegnato dalla Seton Hall University
- È stato presidente della Society for the Study of Symbolic Interaction
- Editore consultivo per la Society for the Study of Symbolic Interaction (dal 2004)
- Vice direttore della Society for the Study of Symbolic Interaction (dal 2007)
- Membro della Commissione scientifica dell'International Society for Psychology and Law (dal 2008)